# Matthew Bergeron
(en) Statistiques sur pro-football-reference
Matthew Judon, né le 26 février 2000 à Victoriaville au Québec, est un sportif professionnel canadien de football américain jouant au poste d'offensive guard dans la National Football League (NFL) depuis la saison 2023 pour la franchise des Falcons d'Atlanta.
Auparavant, il a joué au niveau universitaire pendant quatre saisons au sein de la NCAA Division I FBS pour les Orange de l'université de Syracuse.

## Biographie

### Jeunesse
Bergeron est né à Victoriaville au Quebec le 26 février 2000 d'un père congolais et d'une mère québequoise,,. Il grandit avec le français comme langue maternelle et a appris l'anglais à l'école. Bergeron fréquente le Cégep de Thetford et  y joue pour l'équipe de football américain avant de s'inscrire à l'université de Syracuse pour y jouer au football américain universitaire pour les Orange de Syracuse. Il est diplômé en travail social du David B. Falk College of Sport and Human Dynamics (en).

### Carrière universitaire
Au cours de ses quatre saisons à Syracuse, Bergeron joue dans 46 matchs dont 39 en tant que titulaire au poste de d'offensive tackle droit et gauche. Bergeron est distingué avec mention honorable de l'Atlantic Coast Conference (ACC) en 2021, désigné capitaine de son équipe et sélectionné dans la 2e équipe de l'ACC en 2022,. Il participe également au Senior Bowl 2023 jouant au poste de garde.

### Carrière professionnelle
Bergeret est sélectionné en 38e choix global lors du 2e tour de la draft 2023 de la NFL par la franchise des Falcons d'Atlanta,. Bien qu'également considéré comme le meilleur espoir canadien avant la draft 2023 de la LCF, il n'y est pas finalement sélectionné. 
Lors de sa première rookie, il est titularisé lors des 17 matchs de la saison. À nouveau titulaire en 2024 pour toute la saison, il réussit à récupérer un premier fumble adverse..